# Michael Dell

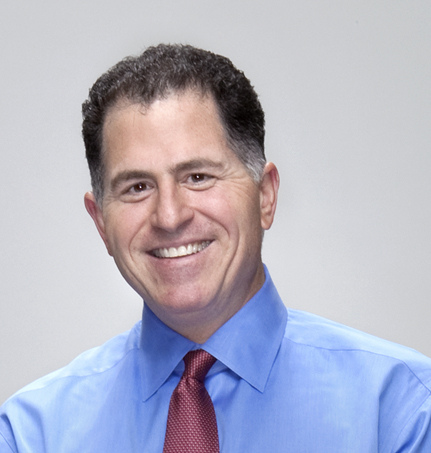
Michael Dell (2010)

Michael Saul Dell (* 23. Februar 1965 in Houston, Texas) ist ein US-amerikanischer Unternehmer. Er gründete den weltweit drittgrößten PC-Hersteller Dell Technologies und fungiert heute als dessen Chairman und CEO weiter.

## Biografie

### Ausbildung
Michael Dell ist der Sohn eines Kieferorthopäden und wuchs in liberal-jüdischen, gutbürgerlichen Verhältnissen auf. Nach seinem Schulabschluss schrieb er sich 1983 an der University of Texas at Austin ein, mit dem Wunsch, Arzt zu werden. Statt sich auf das Studium zu konzentrieren, widmete er sich jedoch dem Handel mit IBM-PCs.

### Das Unternehmen Dell
1984 brach er sein Studium ab, um ein Unternehmen im texanischen Austin zu gründen. Mit einem Kollegen seiner Universität bezog er einige insgesamt 300 m² große Büroräume und stellte seine ersten Mitarbeiter ein. Ein Jahr später begann Dell mit der Produktion von Hardware.
1988 wandelte er sein Unternehmen in eine Aktiengesellschaft um. Er selbst übernahm den Posten des CEO und des Chairmans.
Am 16. Juli 2004 wechselte  Michael Dell auf der Hauptversammlung von der Geschäftsführung in den Aufsichtsrat und übernahm dessen Vorsitz. Sein bisheriges Amt als CEO gab er an Kevin Rollins ab. 2006 nahmen die Börsenaufsicht und Staatsanwaltschaft Ermittlungen wegen des Verdachts auf Bilanz-Unregelmäßigkeiten auf.
Am 31. Januar 2007 übernahm Michael Dell wieder den Posten als CEO.
Dells Beteiligungsfirma MS Capital LP erwarb 2010 das Archiv von Magnum Photos mit etwa 185.000 Bildern.

### Privates
Michael Dell ist seit 1989 mit Susan Lynn Lieberman verheiratet, einer Modedesignerin, welche die Modemarke Phi gegründet hat. Sie haben vier Kinder.

## Vermögen
Michael Dell ist Multi-Milliardär. Auf der Forbes-Liste 2018 wird sein Vermögen mit ca. 28,6 Milliarden US-Dollar angegeben. Damit belegt er Platz 39 der reichsten Menschen der Welt. In der Liste von 2022 erreichte er mit einem Vermögen von 55,1 Milliarden US-Dollar den 24. Rang. Im Januar 2024 belegte er mit schätzungsweise 70,1 Milliarden US-Dollar den 17. Platz auf derselben Liste.

## Kritik
Eine Untersuchung aus dem Jahr 2021, in welcher der CO2-Fußabdruck von 20 bekannten Milliardärinnen und Milliardären abgeschätzt wurde, kommt zum Schluss, dass im Jahr 2018 durch das Konsumverhalten Dells (inkl. Wohnsituation, Reisen im Privatjet) 7.053,0 Tonnen CO2e freigesetzt worden seien. Damit trug er so viel zur globalen Erwärmung bei wie mehrere Hundert durchschnittliche Menschen.

## Auszeichnungen
- 1993: CEO of the Year von der Zeitschrift Financial World
- Top CEO in American Business von der Zeitschrift Worth
- 1998: Entrepreneur of the Year von der Zeitschrift Inc.
- 1998: CEO of the Year von der Zeitschrift Industry Week[8]
- 2008: Aufnahme in die American Academy of Arts and Sciences